# Leptotarsus (Macromastix) cubitalis
Leptotarsus (Macromastix) cubitalis is een tweevleugelige uit de familie langpootmuggen (Tipulidae). De soort komt voor in het Australaziatisch gebied.